# Le Vézier
Le Vézier település Franciaországban, Marne megyében. Lakosainak száma 184 fő (2022. január 1.). Le Vézier Montolivet, Tréfols, Villeneuve-la-Lionne, Meilleray és Montenils községekkel határos.

## Népesség
A település népességének változása:
| Lakosok száma | 148  | 114  | 132  | 171  | 198  | 195  | 191  | 190  | 190  | 184  |
|               | 1968 | 1982 | 1990 | 2006 | 2013 | 2015 | 2017 | 2019 | 2020 | 2022 |